# Saint-Pierre-de-Soucy
Saint-Pierre-de-Soucy är en kommun i departementet Savoie i regionen Auvergne-Rhône-Alpes i sydöstra Frankrike. Kommunen ligger i kantonen Montmélian som tillhör arrondissementet Chambéry. År 2022 hade Saint-Pierre-de-Soucy 423 invånare.

## Befolkningsutveckling
Antalet invånare i kommunen Saint-Pierre-de-Soucy
| Referens: INSEE |